# 時代行列

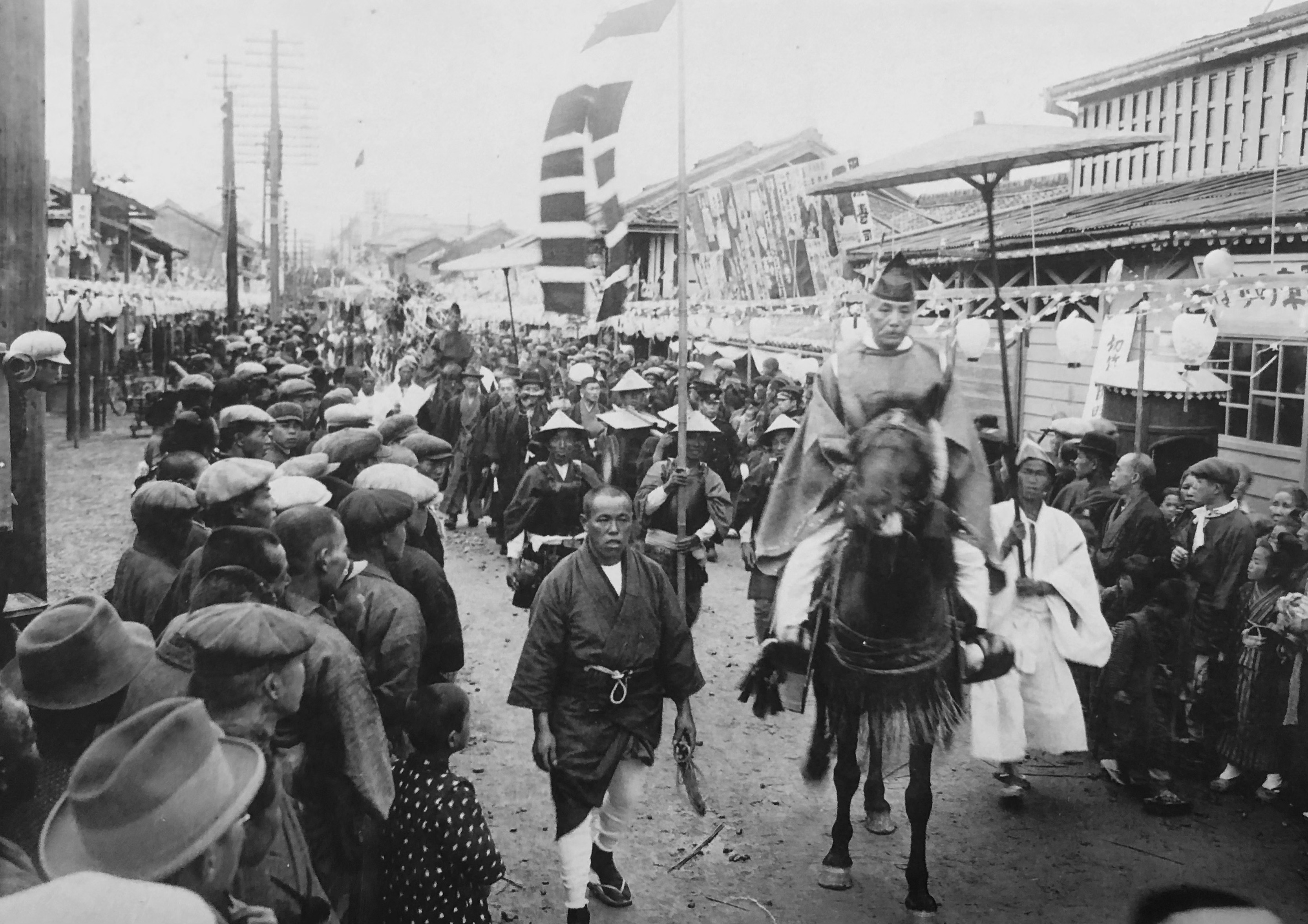
大正時代に愛知県で行われた時代行列（家康忠勝両公三百年祭）

時代行列（じだいぎょうれつ）とは、祭りの中で古墳時代から昭和初期までの時代考証に基づき、各時代の扮装を復元した上で行う行列であり、歴史まつり、武者行列、等の呼称で呼ばれることもある。
特に近代以降を発祥とする都市祭礼のなかで見られ、戦後に観光業振興のため地域の歴史的資源が着目されて創始された例が多い。地域住民を主体とする伝統的祭礼と異なり行政主導である事が多く、宗教的側面が薄く伝統的制約が少ないため集客を目的としたさまざまな趣向が凝らされて華やかなイベントとなる傾向にある。

## 時代行列の内容
時代考証についてはかなりしっかりしているところがある一方で、かなりいいかげんなところも見受けられる。

### 平安時代
初期
奈良時代と大きく違いはない。
中期
全員が平安装束を着用する。但し、若干簡略化される場合が多い。曲水の宴も参照。
後期
平家、そして源氏が台頭した時代、ということから男性は甲冑をまとう場合が多い。女性は中期と大きく変わらない。

### 鎌倉時代
平安後期と大きく違いはない。

### 室町時代
鎌倉時代と大きく違いはない。

### 安土桃山時代
戦国時代でもあることから男性は武者行列として甲冑をまとう場合が多い。女性は姫役は平安時代と同様、それ以外は男性同様に武装した姿の場合が多い。

### 江戸時代
諸大名が国許（くにもと）と江戸を行き来する参勤交代の様相を再現した大名行列の形式をとる場合が多い。大名行列の象徴は毛槍や挟箱を振って歩く奴行列であり、その所作は奴振りと呼ばれて人々を楽しませた。現在みられる時代行列においても、各地でその地域特有の伝統的な奴振りがみられる。また、姫役、腰元役、町人役、大道芸人役、等の女性や少年少女が登場する場合も多い。各種の日本髪を観察する絶好の機会。おいらん道中、丸髷、稚児髷も参照。

### その他
武将、大名、姫、等の役に芸能人が扮する場合も多い。
上記の行列の中に巫女、稚児、手古舞、民謡舞踊、御輿、鼓笛隊、バトンガール、カラーガード等が入る場合も多い。

## 全国の時代行列
※自治体名の後は登場する時代。
- 北海道
- 東北
  - 8月15日または16日：彩夏SENBOKU払田柵夏の風物詩（大仙市、平安）
  - 11月1日～3日：秋の藤原まつり（平泉町、平安、稚児行列）
  - 11月中旬：山田大名行列（気仙沼市、江戸）

- 北関東
  - 4月第2日曜：寄居北條まつり（寄居町、戦国）
  - 3月上旬：石段ひなまつり（渋川市、平安）
  - 4月中旬：小幡さくら祭り（甘楽町、戦国）
  - 4月下旬：白井宿武者行列（渋川市、戦国）
  - 5月18日、10月17日：百物揃千人行列（日光市、大名） ※日光東照宮の春季大祭および秋季大祭の一部
  - 8月上旬：古代行列@たちばな古里まつり（渋川市、古墳）
  - 10月上旬：狐の嫁入り行列（高崎市、江戸～明治）
  - 10月下旬：大正時代祭（さいたま市中央区、明治～昭和戦前）
  - 10月下旬：箕輪城まつり（高崎市、戦国）
  - 11月上旬：忍城時代まつり（行田市、戦国）

- 南関東
  - 4月中旬：大岡越前祭（茅ヶ崎市、大名）
  - 5月3日：北條五代祭り（小田原市、戦国）
  - 5月上旬：照姫まつり（練馬区、戦国）
  - 9月下旬：大多喜お城祭り（大多喜町、戦国）
  - 10月中旬：道灌まつり（伊勢原市、鎌倉、戦国）
  - 11月3日：東京時代祭（台東区、平安～昭和）
  - 11月上旬：国分寺まつり（国分寺市、奈良～鎌倉）
  - 11月上旬：はにわ祭り（芝山町、古墳）

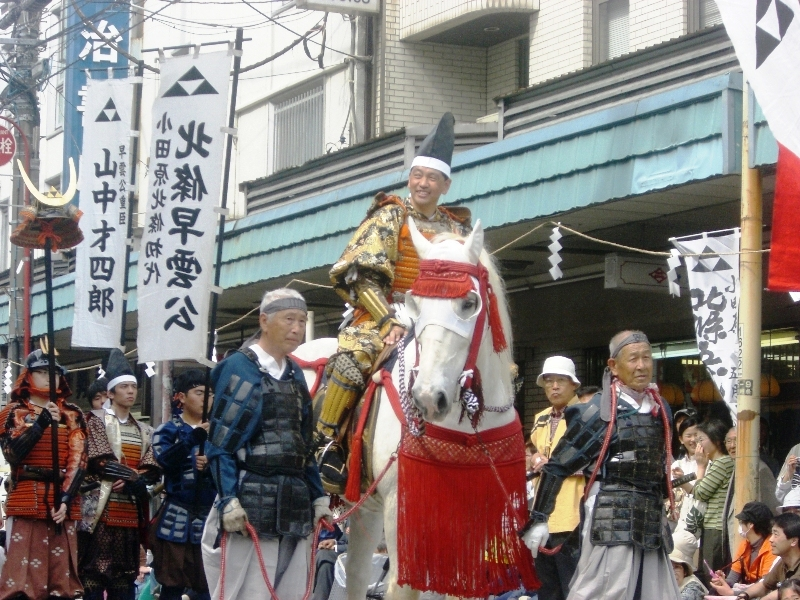
小田原北條五代祭り

- 中部
  - 4月上旬：家康行列（岡崎市、戦国～江戸）
  - 4月上旬：姫様道中（浜松市浜名区、大名）
  - 4月12日の直前の土曜：信玄公祭り（甲府市、戦国）
  - 4月中旬：於大まつり（東浦町、戦国）
  - 4月下旬：遠州大名行列（磐田市、大名）
  - 4月下旬：ふくい春祭り越前時代行列（福井市、南北朝～幕末・明治）
  - 5月3日：狐の嫁入り行列（阿賀町、江戸～明治）
  - 6月上旬：金沢百万石まつり（金沢市、戦国～江戸）
  - 9月第3日曜：島田髷祭（島田市、江戸）
  - 10月上旬：名古屋まつり（名古屋市中区、戦国）
  - 10月第2月曜：木本神社の例祭木本まつり六方行列（三重県熊野市）
  - 11月23日：文化文政風俗絵巻（南木曽町、江戸）

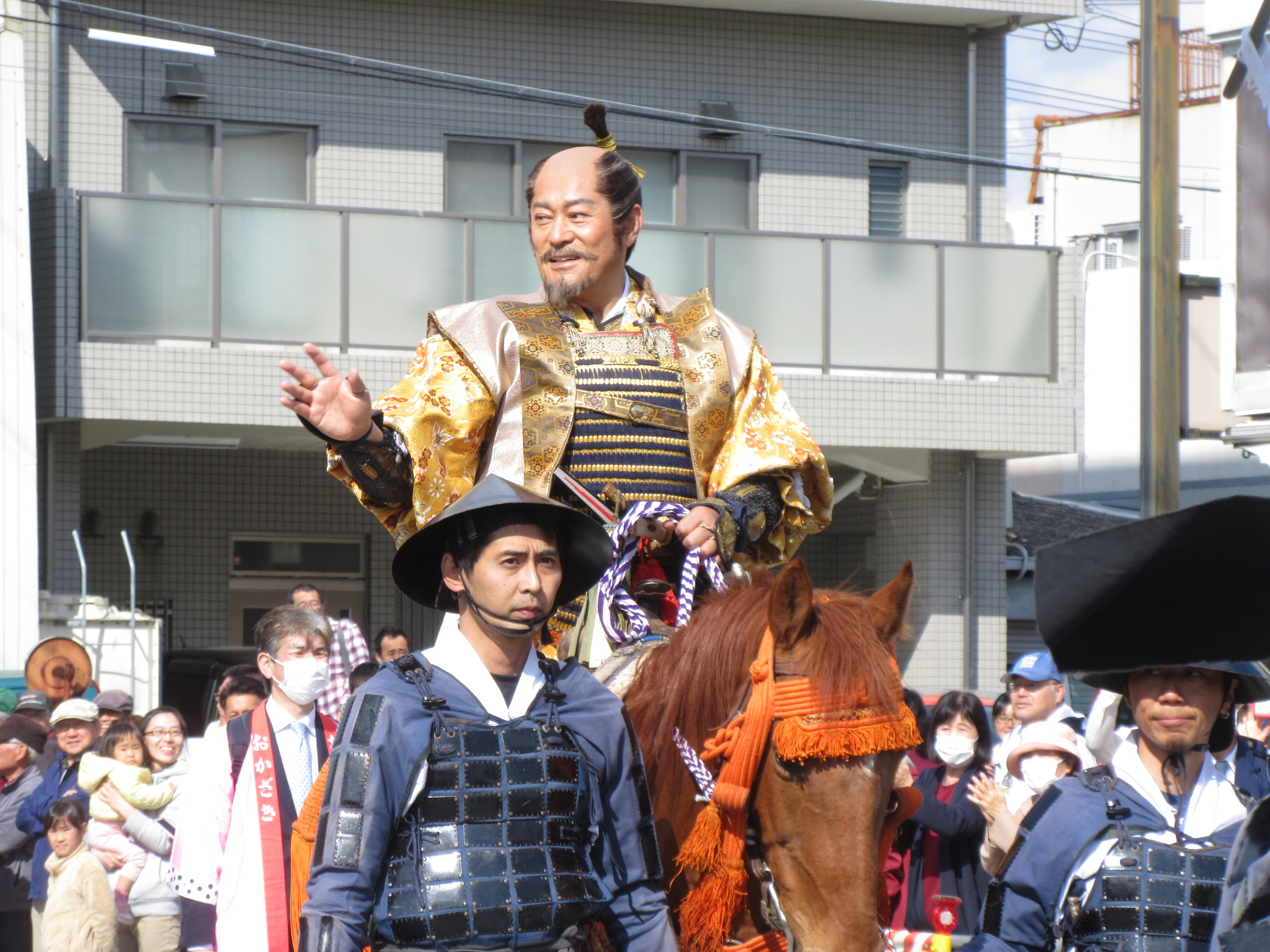
家康行列
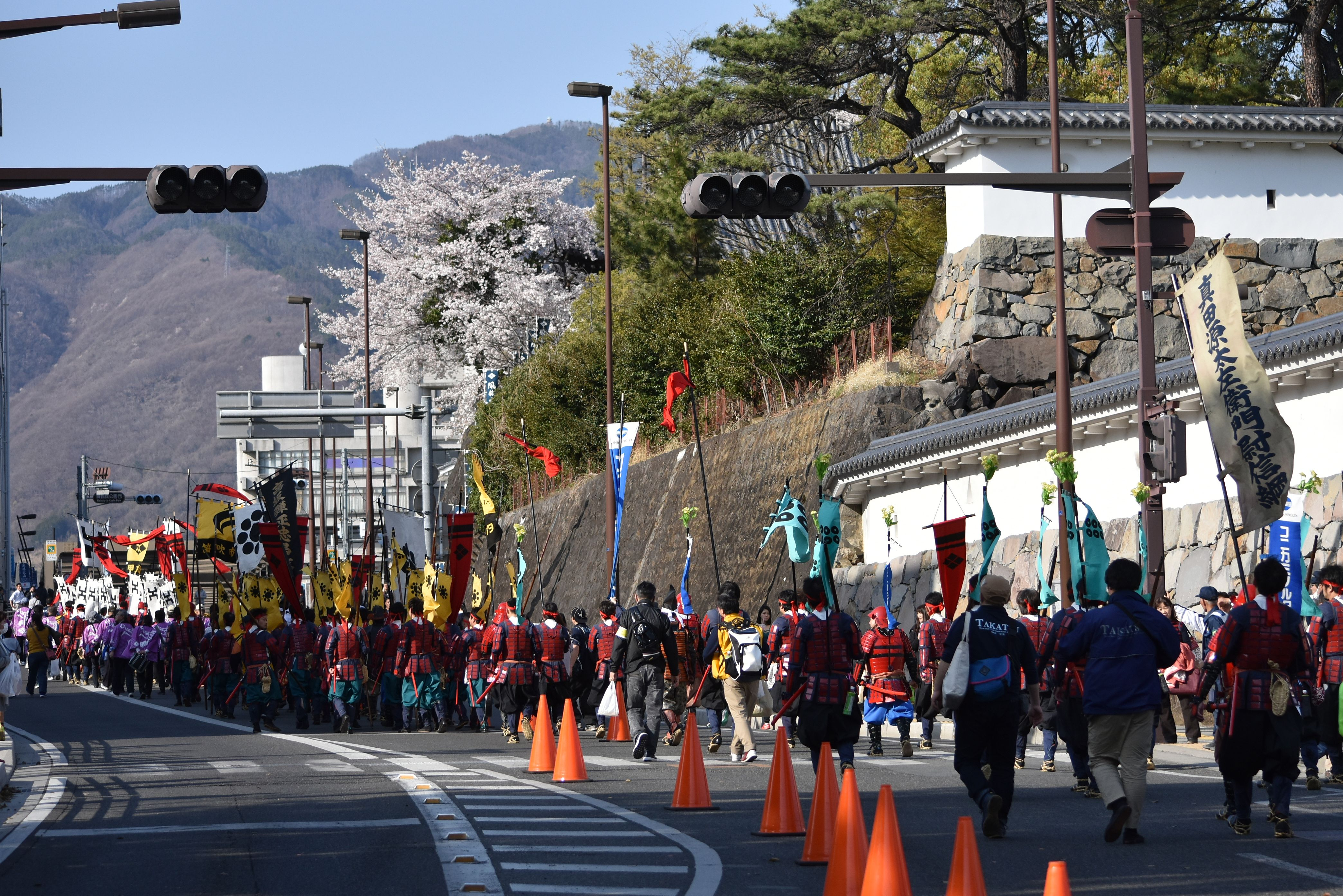
信玄公祭り
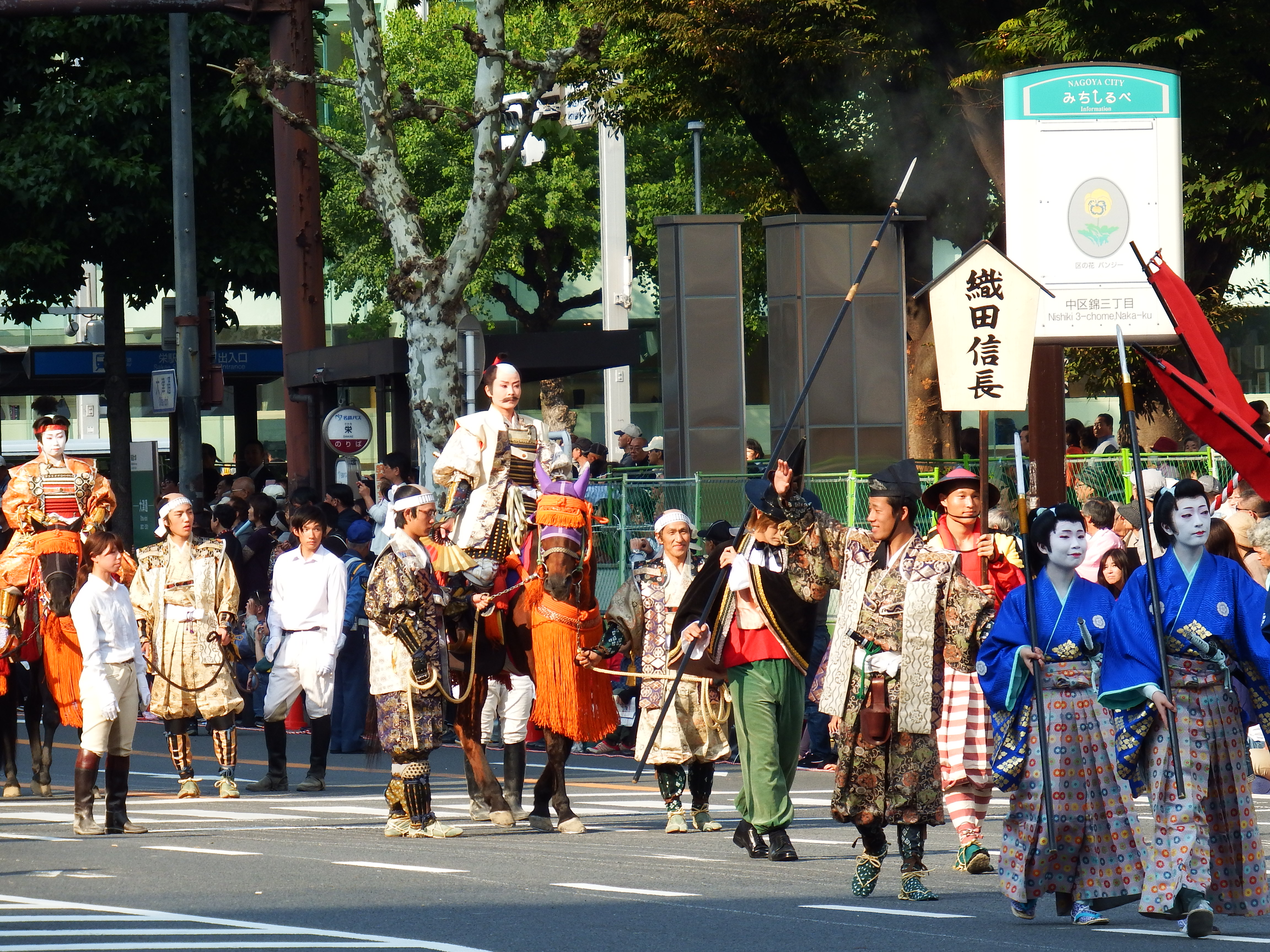
名古屋まつり

- 京都府
  - 5月15日：葵祭（下鴨神社、上賀茂神社（京都市）、平安）
  - 9月下旬：斎宮行列（野宮神社（京都市）、平安）
  - 9月第4月曜：櫛まつり（安井金比羅宮（京都市）、古墳～昭和、現代舞妓）
  - 10月22日：時代祭（平安神宮（京都市）、平安初期～明治）

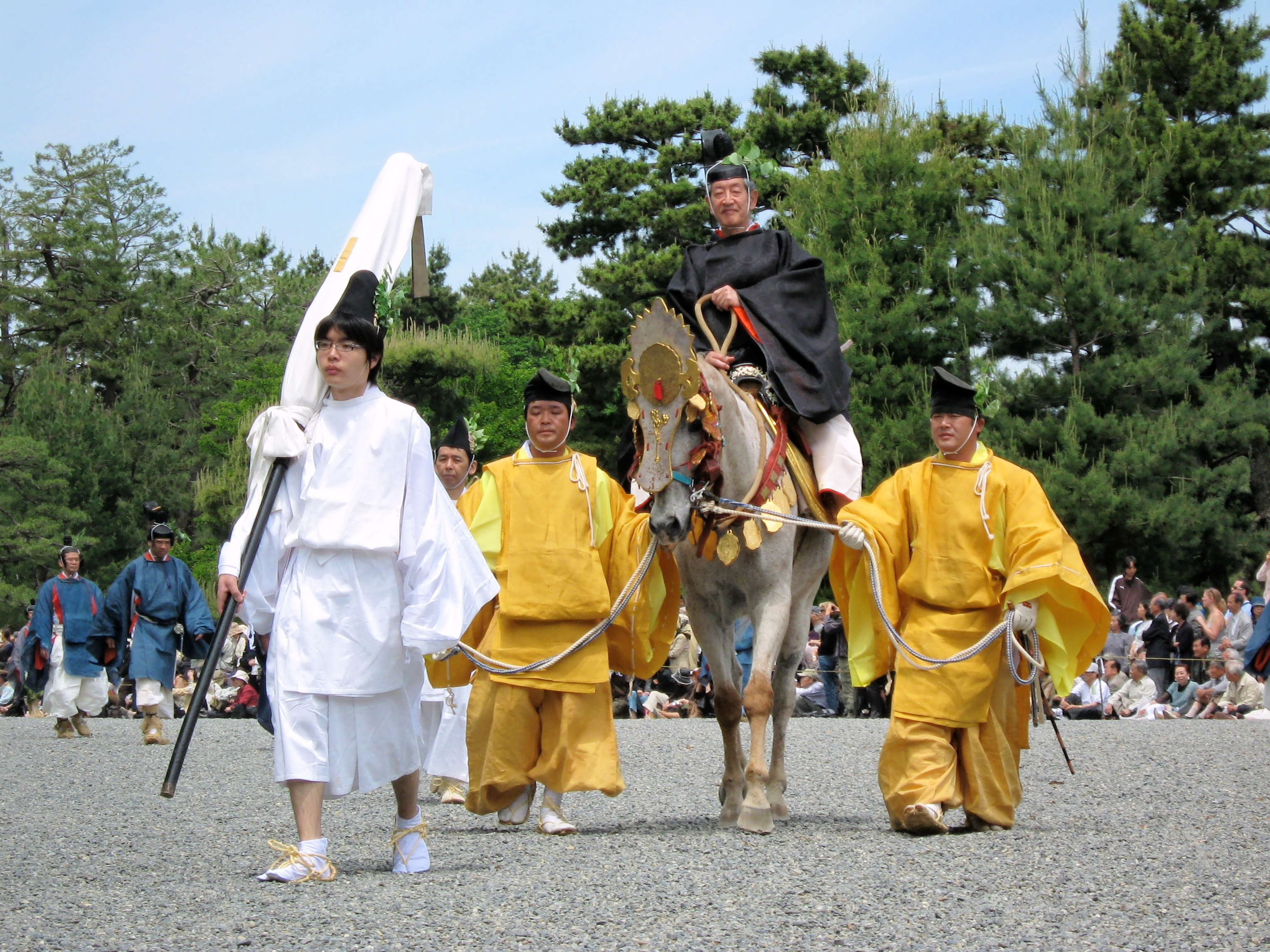
葵祭
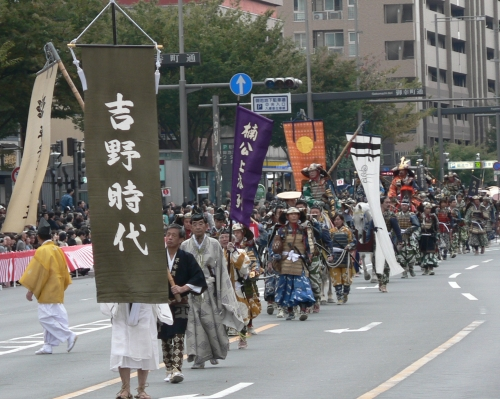
時代祭

- その他の近畿
  - 3月下旬：あいの土山斎王群行（甲賀市、平安）
  - 4月：草津宿場まつり（草津市、江戸）
  - 4月：源氏まつり（川西市、平安末期～鎌倉）
  - 6月上旬：斎王まつり（明和町、平安）
  - 10月第1日曜：四日市祭（諏訪神社（四日市市）、江戸）

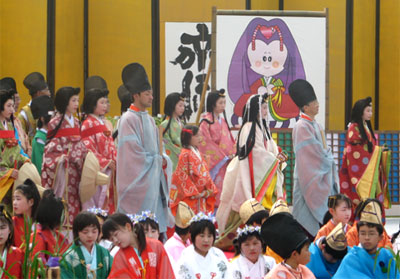
斎王まつり
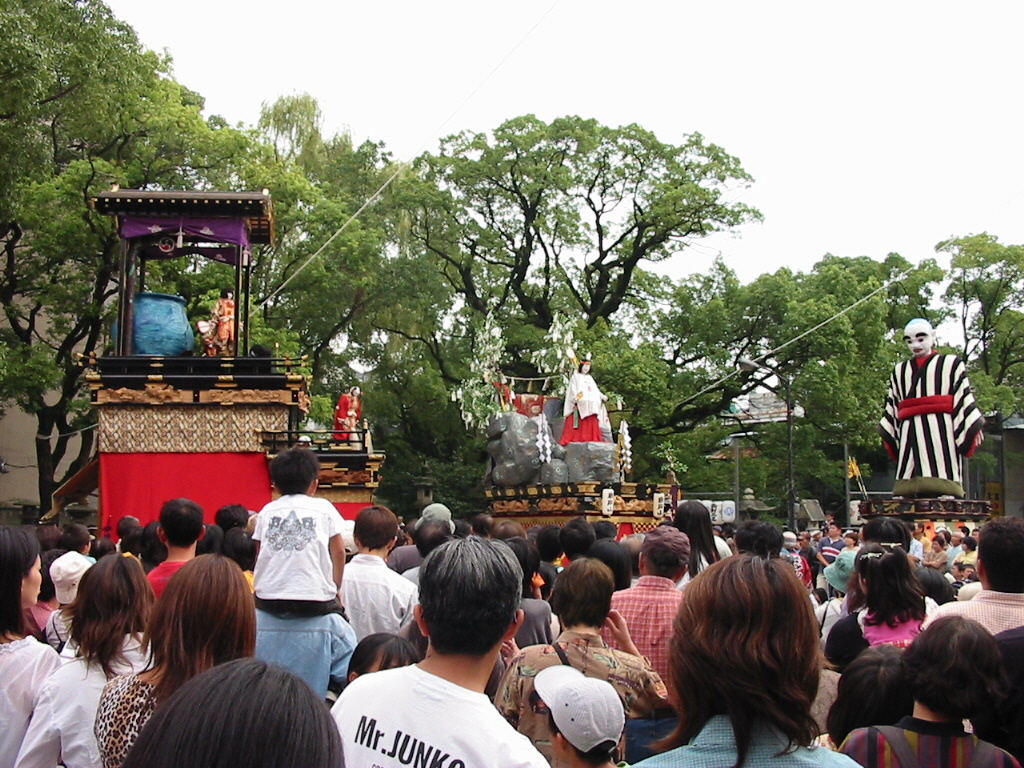
四日市祭

- 中国・四国
  - 5月3日：しものせき海峡まつり（下関市、平安）
  - 5月3日：土佐一條公家行列（四万十市、平安）
  - 10月：高松秋のまつり・仏生山大名行列（高松市、江戸）
  - 10月：祖谷平家まつり（三好市、平安）
  - 11月第2日曜：宿場まつり（矢掛町、江戸）
  - 11月：さら山時代祭（津山市、南北朝(後醍醐天皇配流時)）
- 九州
  - 11月中旬：椎葉平家まつり（椎葉村、平安末期）